# Krese
Krese je priimek več znanih Slovencev:
- Bine Krese (1950—2023), slikar, ilustrator
- Dominik Krese, alpinist
- Gorazd Krese, strojnik, tehnolog
- Franc Krese - Čoban (1919—1980), partizan prvoborec, narodni heroj
- Leopold Krese (1915—2001), partizan prvoborec in politik
- Ljudmila Krese - Maruša (1922—1998), kemičarka, konservatorka
- Meta Krese (*1955), fotografinja, novinarka, mag.kult.antropologije
- Maruša Krese-Weidner (1947—2013), književnica in novinarka